# Modernizm w Holandii

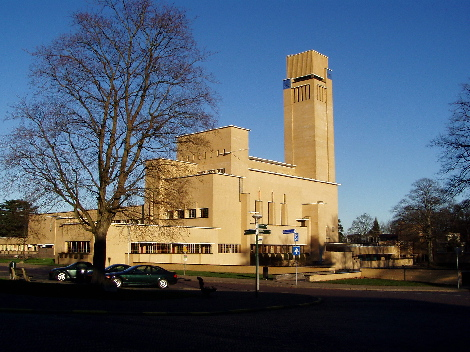
W. Dudok:
Ratusz w Hilversum

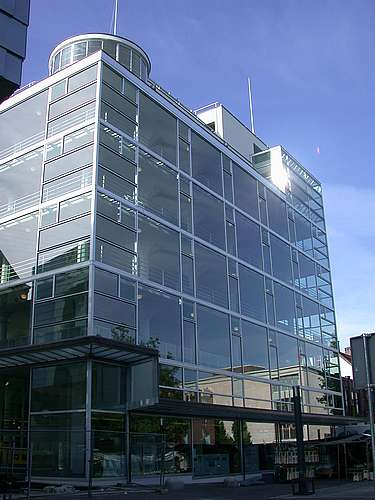
F. P. J. Peutz:
Dom towarowy Schunk w Heerlen

Modernizm (niderl. Nieuwe Bouwen) jako prąd w architekturze rozwinął się w Holandii stosunkowo wcześnie. Kraj ten miał długie tradycje racjonalistyczne w architekturze, zwłaszcza w mieszkalnictwie, gdzie dominowały proste budynki ceglane o gładkich elewacjach i stosunkowo dużych przeszkleniach. Pod koniec XIX w. budynki wznoszone przez Hendrika Petrusa Berlagego są już w pełni funkcjonalistycznie rozplanowane i posiadają awangardową konstrukcję, choć ich elewacje noszą jeszcze cechy historyczne. Jednocześnie szeroko propaguje on swoje idee czystości formalnej budynku, oparte na przesłankach moralnych.
Dzięki temu, że Holandia pozostała w I wojnie światowej neutralna, była krajem, w którym rozwój modernizmu następował ciągle. W drugim dziesięcioleciu XX w. wykształciły się z inspiracji ideami Berlagego dwie szkoły nowoczesnej architektury holenderskiej - amsterdamska, mająca rysy ekspresjonistyczne, tworząca budynki o formach miękkich i plastycznych oraz rotterdamska, projektująca kubiczne budynki. W 1917 roku, rozpoczyna działalność wywodząca się z tej drugiej, artystyczno-architektoniczna grupa De Stijl, skupiona wokół Theo van Doesburga.
Od końca lat 20. XX w. powstają w Holandii budynki ściśle funkcjonalistyczne. Radykalny nurt modernizmu reprezentują m.in. van der Vlugt i Mart Stam.
Po zniszczeniach II wojnie światowej całe miasta odbudowywane są na modernistycznym planie, przede wszystkim Rotterdam. W grupie Team X, znaczącej dla rozwoju światowej idei architektonicznej lat 50. działa Jacob Bakema. Jednym z pionierów strukturalizmu w architekturze jest Aldo van Eyck.

## Wybrane przykłady modernizmu w Holandii
(lista chronologiczna)
- Giełda w Amsterdamie, Hendrik Petrus Berlage
- Ratusz w Hilversum, Wileem Dudok
- Willa pani Schröder w Utrechcie, Gerrit Rietveld - dwukondygnacyjny dom o formie wywiedzionej z rzutu kondygnacji przekształcanego przy pomocy mobilnych ścian w wersję otwartą i zamkniętą. Zewnętrze jest plastyczne, złożone z barwnych ortogonalnych płaszczyzn oraz silnie ekspresyjnych czarnych linii.
- Fabryka wyrobów tytoniowych Van Nelle w Rotterdamie, Leendert van der Vlugt i Mart Stam - niemal całkowicie transparentna forma, pokazująca konstrukcję i ciągi technologiczne. Betonowe stropy oparte są na słupach grzybkowych, elewację tworzą poziome ciągi płyt parapetowych i obszernych przeszkleń.
- dom towarowy Schunk w Heerlen, zwany Glaspaleis, Frits P. J. Peutz, 1935 - budynek o żelbetowych stropach grzybkowych i całkowicie szklanej elewacji.

## Główni przedstawiciele modernizmu w Holandii
Jacob Bakema | Hendrik Petrus Berlage | Wileem Dudok | Aldo van Eyck | Jan Hessel de Groot | J.J.P. Oud | Gerrit Rietveld | Mart Stam | Leendert van der Vlugt